# Finnische EU-Ratspräsidentschaft 2019
Die finnische Ratspräsidentschaft bezeichnet den Vorsitz Finnlands im Ministerrat der EU für die zweite Jahreshälfte 2019. Finnland war Teil des neunten Trios mit Rumänien und Kroatien. Es war der dritte Ratsvorsitz nach 1999 und 2006 des 1995 der EU beigetretenen Landes, es folgte damit auf die Präsidentschaft Rumäniens.
In die Zeit der finnischen Ratspräsidentschaft fiel auch die Wahl der 15. Europäischen Kommission, sowie die Wahl des Präsidenten des Europäischen Rates, des Hohen Vertreters der Europäischen Union für Außen- und Sicherheitspolitik und des Präsidenten der Europäischen Zentralbank.

## Prioritäten der finnischen EU-Ratspräsidentschaft
Als Schwerpunkte der finnischen Ratspräsidentschaft wurden genannt:
- die Stärkung der gemeinsamen Werte und des Rechtsstaatlichkeitsprinzips
- eine wettbewerbsfähigere und sozial inklusivere Union
- die Stärkung der EU als Vorkämpfer für den Klimaschutz
- die Gewährleistung umfassender Sicherheit für alle Europäerinnen und Europäer

## Logo und Motto

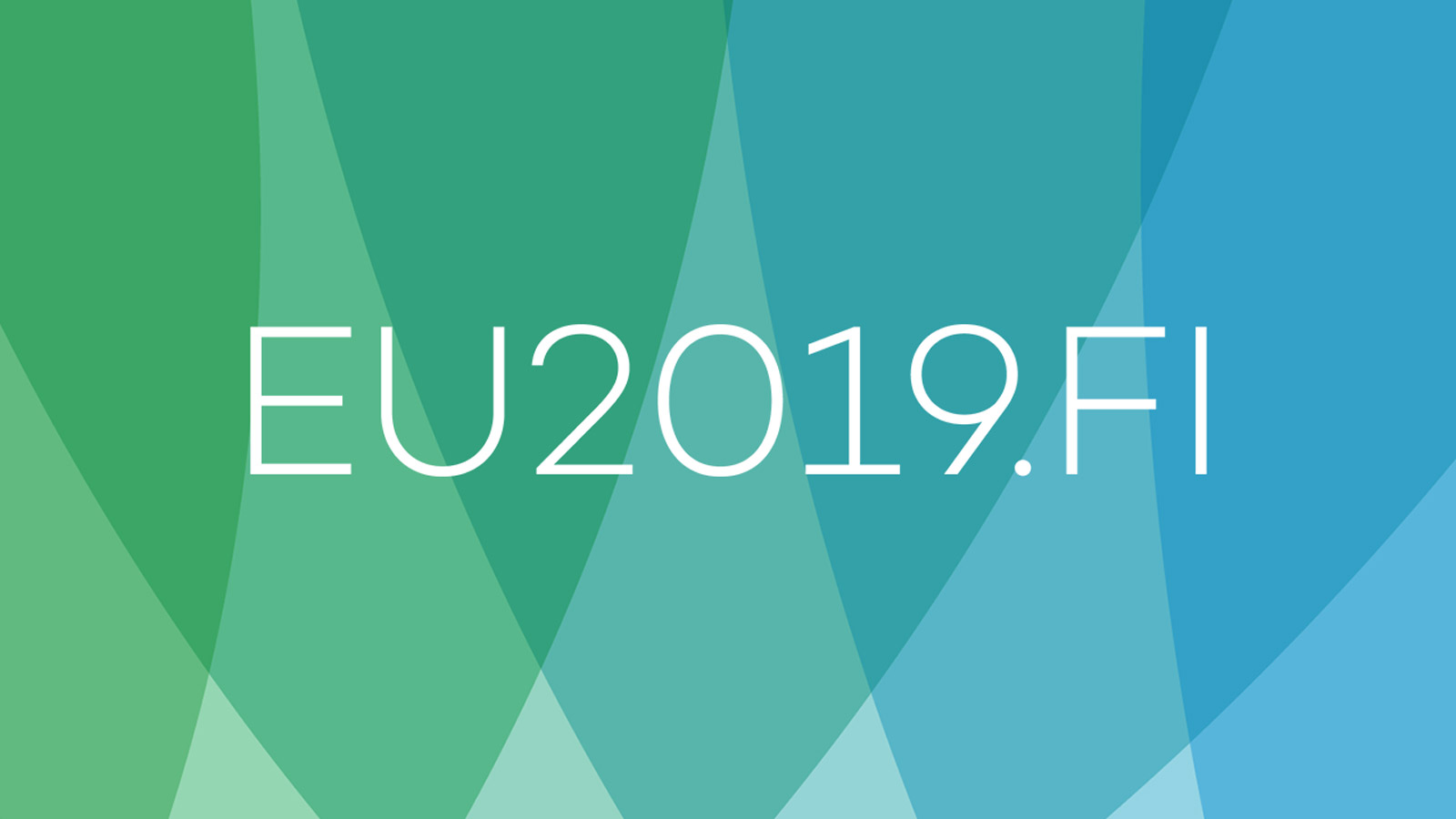
Logo der finnischen Ratspräsidentschaft

Die finnische Ratspräsidentschaft stand unter dem Motto

„Nachhaltiges Europa, nachhaltige Zukunft.“

.
Das Logo, gewonnen aus dem Logo des finnischen Ratsvorsitzes von 2006, soll effektive Funktionalität und konsequente Nachhaltigkeit verkörpern. Immaterialität und vielfältige Digitalität stehen im Mittelpunkt der visuellen Identität, verwurzelt in Wiederverwertung und Erneuerung. Die Gestalt des Symbols geht auf die Struktur des Symbols des letzten finnischen Ratsvorsitzes zurück. Thematisiert werden Wachstum, Zusammenhalt und Transparenz.
Es wird dabei nicht als Ganzes gezeigt, sondern in Form diverser Zuschnitte. Je nach Zweck soll das Symbol auch als Animation verwendet werden.
Die Farbgebung basiert auf den beiden Blautönen des Logos, dem Hintergrundblau sowie Schwarz und Weiß und den weiteren Farben des Symbols. Für die Icons und grafischen Elemente kommen primär die hellen und dunklen Blautöne des Logos sowie Schwarz und Weiß zum Einsatz.
Hinter der visuellen Identität steht der Grafikdesigner Timo Kuoppala, der ebenso bereits 2006 verantwortlich war.